# 杉浦守
杉浦 守（すぎうら まもる、男性、1964年6月6日 - ）は、日本の漫画家。愛知県出身。

## 略歴
1983年に上京。アニメーションの制作進行などに従事。その後、藤原カムイのアシスタントを務める。『犬狼伝説』の作画にも参加。2000年に月刊サンデーGENE-Xで漫画家デビュー。

## 作品
- オクタゴニアン（原作：大塚英志）
- 犬狼伝説 紅い足痕（原作：押井守）
- ケルベロス×立喰師 腹腹時計の少女（原作：押井守）